# NGC 2830
NGC 2830 est une galaxie lenticulaire vue par la tranche et située dans la constellation du Lynx. NGC 2830 a été découverte par le physicien irlandais George Stoney en 1850.

## Caractéristiques
NGC 2830  présente une large raie HI.
Selon la base de données Simbad, NGC 2830 est une galaxie active de type Seyfert 2.

### Distance
Sa vitesse par rapport au fond diffus cosmologique est de 6 351 ± 17 km/s, ce qui correspond à une distance de Hubble de 93,7 ± 6,6 Mpc (∼306 millions d'al).
À ce jour, huit mesures non basées sur le décalage vers le rouge (redshift) donnent une distance de 96,338 ± 8,344 Mpc (∼314 millions d'al), ce qui est à l'intérieur des valeurs de la distance de Hubble.

## Triplet de galaxies?

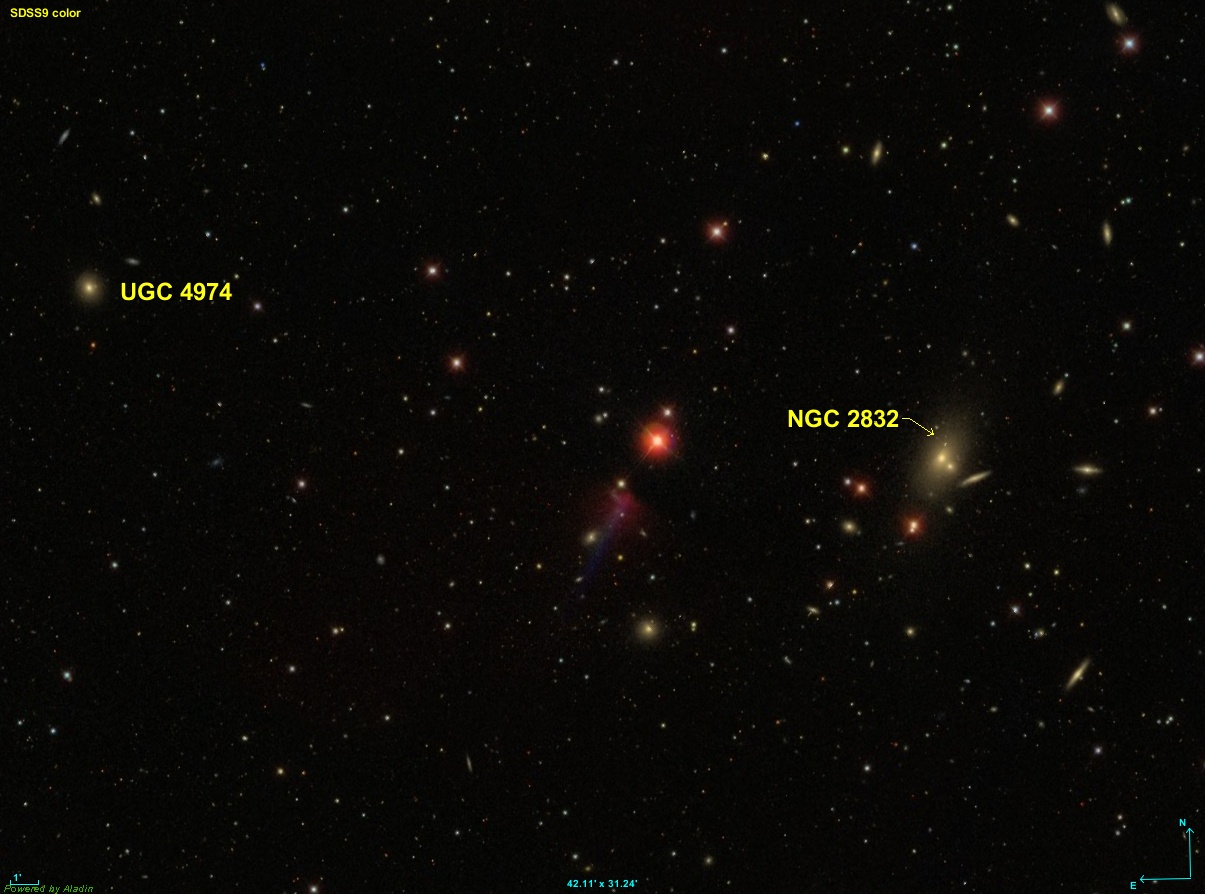
La paire de galaxies NGC 2832 et UGC 4974.

Avec les galaxies NGC 2831 et NGC 2832, NGC 2830 forment un triplet qui apparait dans l'atlas de Halton Arp sous la cote Arp 315. Mais, l'appartenance de ces trois galaxies à un groupe physique est incertaine, car leur vitesse diffère de presque 2 000 km/s. Par contre, selon Abraham Mahtessian, NGC 2832 et UGC 4974 (CGCG 0919.1+3403, noté 0919+3403 dans l'article de Mahtessian) forment une paire de galaxies.